# Ілаков-Рит
Іла́ков-Рит (болг. Илаков рът) — село у Великотирновській області Болгарії. Входить до складу общини Єлена.

## Населення
За даними перепису населення 2011 року у селі проживали 134 особи.
Національний склад населення села:
| Національність   | Кількість осіб | Відсоток |
| ---------------- | -------------- | -------- |
| болгари          | 116            | 86,6%    |
| цигани           | 18             | 13,4%    |
| турки            | 0              | 0%       |
| інша             | 0              | 0%       |
| не визначились   | 0              | 0%       |
| Всього відповіли | 134            |          |

Розподіл населення за віком у 2011 році:
Динаміка населення: